# Falkenstein (Baviera)
Falkenstein è un comune tedesco di 3 312 abitanti, situato nel land della Baviera.